# Paeonia intermedia
Paeonia intermedia är en pionväxtart. Paeonia intermedia ingår i släktet pioner, och familjen pionväxter.

## Underarter
Arten delas in i följande underarter:
- P. i. intermedia
- P. i. pamiroalaica

## Bildgalleri

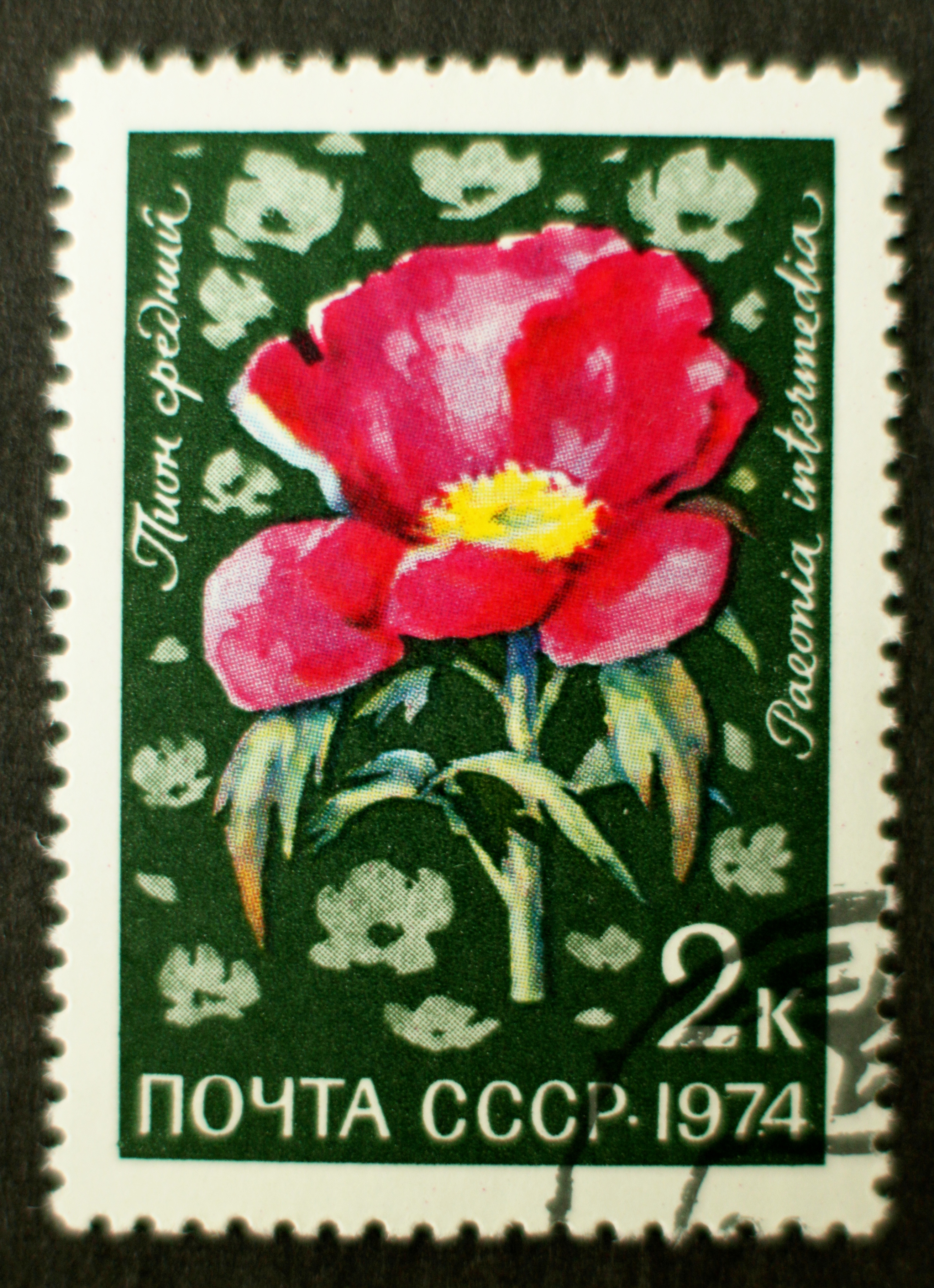